# Kosmos 2308
Kosmos 2308, ruski navigacijski satelit iz programa Kosmos. Vrste je GLONASS (Glonass br. 766; Uragan br. 66L).
Lansiran je 7. ožujka 1995. godine u 09:23 s kozmodroma Bajkonura (Tjuratam) u Kazahstanu. Lansiran je u srednje visoku orbitu oko planeta Zemlje raketom nosačem Proton-K/DM-2 8K72K. Orbita mu je 19.100 km u perigeju i 19.159 km u apogeju. Orbitna inklinacija mu je 64,79°. Spacetrackov kataloški broj je 23512. COSPARova oznaka je 1995-009-B. Zemlju obilazi u 675,71 minuta. Pri lansiranju bio je mase 1400 kg. 

## Vanjske poveznice
- N2YO.com Search Satellite Database
- Celes Trak SATCAT Format Documentation (engl.)
- Kunstman  Arhivirana inačica izvorne stranice od 12. kolovoza 2019. (Wayback Machine) Satellites in Orbit (engl.)